# Deutsche Leichtathletik-Meisterschaften 1992
Die 92. Deutschen Leichtathletik-Meisterschaften wurden vom 19. bis zum 21. Juni 1992 im Münchener Olympiastadion ausgetragen.

## Wettbewerbsprogramm
Erstmals mit auf dem Programm der Frauen standen der Stabhochsprung und der Dreisprung.

## Ausgelagerte Disziplinen
Wie in den Jahren zuvor wurden weitere Meisterschaftstitel an verschiedenen anderen Orten vergeben, in der folgenden Auflistung in chronologischer Reihenfolge benannt.
- Crossläufe – Iffezheim, 7. März mit Einzel-/Mannschaftswertungen für Frauen und Männer auf jeweils zwei Streckenlängen (Mittel-/Langstrecke)
- 10-km-Gehen (Frauen)/50-km-Gehen (Männer) – Berlin, 19. April mit jeweils Einzel- und Mannschaftswertungen
- Straßenlauf (Frauen: 15 km/Männer: 25 km) – Koblenz, 25. April mit Einzel-/Mannschaftswertungen für Frauen und Männer
- Läufe über 10.000 m (Frauen und Männer) – Jena, 28. Mai
- Berglauf – Freiburg im Breisgau, 20. Juni im Rahmen des Schauinsland-Berglaufs mit Einzel-/Mannschaftswertungen für Männer und Frauen
- Mehrkämpfe (Frauen: Siebenkampf)/(Männer: Zehnkampf) – Ahlen, 29./30. August mit Einzel- und Mannschaftswertungen
- Langstaffeln, Frauen: 3 × 800 m/Männer: 4 × 800 m und 4 × 1500 m – Ahlen, 30. August im Rahmen der Deutschen Mehrkampfmeisterschaften
- 100-km-Straßenlauf – Rheine, 5. September mit Einzel-/Mannschaftswertungen für Frauen und Männer[2]
- Marathonlauf – Herxheim, 19. September mit Einzel-/Mannschaftswertungen für Frauen und Männer[3]

## Doping
Selbstverständlich spielte nach der positiven Dopingprobe der beiden deutschen Weltklasseathletinnen Katrin Krabbe und Grit Breuer um Trainer Thomas Springstein in der Winterpause vor Beginn der Olympiasaison die Diskussion um die unerlaubten Mittel zur Leistungssteigerung eine Rolle, wenn das damals auch nicht so offen und vorbehaltlos diskutiert wurde, wie das heute zumindest teilweise der Fall ist. In kritischen Medien wurde das Thema allerdings deutlich aufgegriffen und angesprochen.

## Medaillengewinner Männer
Die folgende Übersicht fasst die Medaillengewinner zusammen. Eine ausführlichere Übersicht mit den jeweils ersten acht in den einzelnen Disziplinen findet sich unter dem Link Deutsche Leichtathletik-Meisterschaften 1992/Resultate.
| Disziplin                                   | Gold                                                                             | Leistung       | Silber                                                                      | Leistung                                        | Bronze                                                                            | Leistung                  |
| ------------------------------------------- | -------------------------------------------------------------------------------- | -------------- | --------------------------------------------------------------------------- | ----------------------------------------------- | --------------------------------------------------------------------------------- | ------------------------- |
| 100 m (Wind: −1,7)                          | Steffen Bringmann (MTG Mannheim)                                                 | 10,58 s00      | Michael Huke (TV Wattenscheid 01)                                           | 10,63 s00                                       | Wolfgang Haupt (LG Bayer Leverkusen)                                              | 10,72 s00                 |
| 200 m (Wind: +1,1)                          | Robert Kurnicki (TV Wattenscheid 01)                                             | 20,68 s00      | Alexander Lack (SC Neubrandenburg)                                          | 20,72 s00                                       | Jan Lillie (SV Union Groß-Ilsede)                                                 | 20,82 s00                 |
| 400 m                                       | Thomas Schönlebe (LG Chemnitz)                                                   | 45,20 s00      | Ralph Pfersich (LG VfB/Kickers Stuttgart)                                   | 46,13 s00                                       | Jens Carlowitz (LG Chemnitz)                                                      | 46,36 s00                 |
| 800 m                                       | Jörg Haas (LG Offenburg)                                                         | 1:48,04 min    | Peter Braun (MTV Ingolstadt)                                                | 1:48,28 min                                     | Mark Eplinius (SCC Berlin)                                                        | 1:48,72 min               |
| 1500 m                                      | Jens-Peter Herold (SCC Berlin)                                                   | 3:41,68 min    | Hauke Fuhlbrügge (TSV Erfurt)                                               | 3:42,03 min                                     | Rüdiger Stenzel (TV Wattenscheid 01)                                              | 3:42,40 min               |
| 5000 m                                      | Dieter Baumann (LG Bayer Leverkusen)                                             | 13:35,76 min   | Stéphane Franke (SV Salamander Kornwestheim)                                | 13:48,12 min                                    | Carsten Eich (Motor Gohlis-Nord Leipzig)                                          | 13:50,05 min              |
| 10.000 m                                    | Carsten Eich (Motor Gohlis-Nord Leipzig)                                         | 28:00,55 min   | Stéphane Franke (SV Salamander Kornwestheim)                                | 28:11,99 min                                    | Martin Bremer (LG Bayer Leverkusen)                                               | 28:18,21 min              |
| 25-km-Straßenlauf                           | Kurt Stenzel (ASC Darmstadt)                                                     | 1:17:07 h0000  | Konrad Dobler (SVO Germaringen)                                             | 1:17:25 h0000                                   | Eike Loch (LAC Quelle Fürth/München)                                              | 1:18:44 h0000             |
| 25-km-Straßenlauf, Mannschaftswertung       | LG Rhein-Wied AndernachEdmund Kaul Gerhard Jäger Erik Simonis                    | 4:03:34 h0000  | LG WipperfürthKlaus-Peter Nabein Robert Langfeld Bernd Feldhoff             | 4:05:43 h0000                                   | TSV BurghaslachThomas Ertl Jörg Teiche Rainer Mühlberg                            | 4:06:58 h0000             |
| Marathon                                    | Thomas Ertl (TSV Burghaslach)                                                    | 2:21:26 h0000  | Eike Loch (LAC Quelle Fürth/München)                                        | 2:22:08 h0000                                   | Jürgen Herzog (SG Walldorf Astoria 1902)                                          | 2:22:28 h0000             |
| Marathon, Mannschaftswertung                | LAC Quelle Fürth/MünchenEike Loch Udo Reeh Pedro Sachssendahl                    | 7:21:15 h0000  | LTF MarpingenDieter Burkhardt Rainer Müller Wolfgang Koch                   | 7:32:13 h0000                                   | TF FeuerbachMichael Most Harry Klingel Markus Kreimer                             | 8:06:18 h0000             |
| 100-km-Straßenlauf                          | Burkhard Lennartz (ASV Sankt Augustin)                                           | 6:38:04 h0000  | Volker Krajenski (LG Braunschweig)                                          | 6:45:12 h0000                                   | Lutz Aderhold (Spiridon Frankfurt)                                                | 6:46:08 h0000             |
| 100-km-Straßenlauf, Mannschaftswertung      | LG BraunschweigVolker Krajenski Helmut Dreyer Jens Mankopf                       | 21:09:33 h0000 | LTF MarpingenVolker Becker-Wirbel Robert Feller Franz Feller                | 21:56:49 h0000                                  | Triathlon Hub/NürnbergHartmut Häber Karl-Heinz Neudeck Achim Heukemes             | 22:58:31 h0000            |
| 110 m Hürden (Wind: +0,7)                   | Florian Schwarthoff (TV Heppenheim)                                              | 13,25 s00      | Dietmar Koszewski (LAC Halensee Berlin)                                     | 13,68 s00                                       | Sven Göhler (OSC Potsdam)                                                         | 13,83 s00                 |
| 400 m Hürden                                | Olaf Hense (LG Olympia Dortmund)                                                 | 49,13 s00      | Carsten Köhrbrück (LAC Halensee Berlin)                                     | 49,43 s00                                       | Michael Kaul (USC Mainz)                                                          | 49,76 s00                 |
| 3000 m Hindernis                            | Steffen Brand (TV Wattenscheid 01)                                               | 8:21,76 min    | Hagen Melzer (Dresdner SC)                                                  | 8:28,71 min                                     | Martin Strege (LG Baunatal/ACT Kassel)                                            | 8:31,46 min               |
| 4 × 100 m Staffel                           | TV Wattenscheid 01Dietmar Schulte Robert Kurnicki Michael Huke Dirk Schweisfurth | 39,65 s00      | LG Bayer LeverkusenSchu Guido Kluth Johannes Wischerhoff Wolfgang Haupt     | 39,93 s00                                       | LAV Bayer Uerdingen/DormagenNusselein Stefan Peters Kutscher Arnold Zawitzki      | 40,26 s00                 |
| 4 × 400 m Staffel                           | LG Olympia DortmundStefan Godek Udo Schiller Bodo Unger Olaf Hense               | 3:07,03 min    | LG Bayer LeverkusenDaniel Bittner Michael Grün Markus Rau Sven Matuschik    | 3:08,33 min                                     | LG VfB/Kickers StuttgartJürgen Mehl Michael Fahrenkamp Rolf Setzer Ralph Pfersich | 3:09,31 min               |
| 4 × 800 m Staffel                           | SCC BerlinJörg Schneider John-Henry May Mike Kemsies Mark Eplinius               | 7:21,41 min    | MTV IngolstadtAlfred Hummel Hans Stamm Dieter Gabriel Peter Braun           | 7:28,81 min                                     | LC RehlingenMichael Simon Andreas Rettig Werner Klein Thomas Klein                | 7:29,70 min               |
| 4 × 1500 m Staffel                          | SCC BerlinAndreas Wagner Neumann Rainer Sudau Jens-Peter Herold                  | 15:19,27 min   | TV Wattenscheid 01Stephan Plätzer Ingo Janich Steffen Brand Rüdiger Stenzel | 15:27,12 min                                    | Hamburger SVMöller Lars Brechtel Andreas Fischer Christoph Meyer                  | 15:37,28 min              |
| 20-km-Gehen                                 | Robert Ihly (LG Offenburg)                                                       | 1:23:40 h0000  | Axel Noack (TSV Erfurt)                                                     | 1:24:07 h0000                                   | Ralf Weise (TSV Erfurt)                                                           | 1:24:15 h0000             |
| 20-km-Gehen, Mannschaftswertung             | TSV ErfurtAxel Noack Ralf Weise Hartwig Gauder                                   | 4:14:11 h0000  | LAC Quelle Fürth/MünchenRalf Rose Peter Zanner Alfons Schwarz               | 4:24:48 h0000                                   | Berliner SV 1892Volkmar Scholz Detlef Heitmann Detlev Winkler                     | 4:39:26 h0000             |
| 50 km Gehen                                 | Ronald Weigel (LAC Halensee Berlin)                                              | 3:51:37 h0000  | Hartwig Gauder (TSV Erfurt)                                                 | 3:57:31 h0000                                   | Volkmar Scholz (Berliner SV 1892)                                                 | 4:08:07 h0000             |
| 50 km Gehen, Mannschaftswertung             | Berliner SV 1892Volkmar Scholz Carlo Müller Karl Degener                         | 12:57:09 h0000 | nur 1 Team im Ziel – der Titel wurde anerkannt,                             | nur 1 Team im Ziel – der Titel wurde anerkannt, | da 3 Teams am Start waren                                                         | da 3 Teams am Start waren |
| Hochsprung                                  | Ralf Sonn (TSG Weinheim)                                                         | 2,32 m         | Wolf-Hendrik Beyer (LG Bayer Leverkusen)                                    | 2,32 m                                          | Dietmar Mögenburg (TV Wattenscheid 01)                                            | 2,30 m                    |
| Stabhochsprung                              | Mark Lugenbühl (ASV Landau)                                                      | 5,55 m         | Kai Atzbacher (LG Frankfurt)                                                | 5,50 m                                          | Stefan Diebler (TuS Jena)                                                         | 5,40 m                    |
| Weitsprung                                  | Dietmar Haaf (SV Salamander Kornwestheim)                                        | 8,16 m         | André Müller (SC Empor Rostock)                                             | 7,99 m                                          | Konstantin Krause (TV Wattenscheid 01)                                            | 7,90 m                    |
| Dreisprung                                  | Ralf Jaros (TV Wattenscheid 01)                                                  | 17,11 m        | Wolfgang Knabe (TV Wattenscheid 01)                                         | 16,62 m                                         | Kersten Wolters (TSG Bergedorf)                                                   | 16,45 m                   |
| Kugelstoßen                                 | Ulf Timmermann (OSC Berlin)                                                      | 20,46 m        | Oliver-Sven Buder (TV Wattenscheid 01)                                      | 19,70 m                                         | Kalman Konya (SV Salamander Kornwestheim)                                         | 19,62 m                   |
| Diskuswurf                                  | Lars Riedel (USC Mainz)                                                          | 65,96 m        | Jürgen Schult (Schweriner SC)                                               | 65,02 m                                         | Michael Möllenbeck (Eintracht Frankfurt)                                          | 60,82 m                   |
| Hammerwurf                                  | Heinz Weis (LG Bayer Leverkusen)                                                 | 79,22 m        | Claus Dethloff (LG Bayer Leverkusen)                                        | 75,52 m                                         | Christoph Sahner (TV Wattenscheid 01)                                             | 74,60 m                   |
| Speerwurf                                   | Volker Hadwich (SC Magdeburg)                                                    | 82,26 m        | Stefan König (TV Wattenscheid 01)                                           | 80,40 m                                         | Ralph Willinski (LG Bayer Leverkusen)                                             | 78,42 m                   |
| Zehnkampf                                   | Stefan Schmid (LG Karlstadt)                                                     | 7992P          | Norbert Lampe (SC Magdeburg)                                                | 7587 P                                          | Dirk Pajonk (LG Bayer Leverkusen)                                                 | 7496 P                    |
| Zehnkampf, Mannschaftswertung               | LG Bayer LeverkusenPaul Meier Dirk Pajonk Kurowski                               | 22.197 P       | USC MainzChristian Deick Peter Neumaier Stephan Kallenberg                  | 21.854 P                                        | SC MagdeburgNorbert Lampe Sandro Lange Hans-Ulrich Riecke                         | 20.554 P                  |
| Crosslauf Mittelstrecke – 4,2 km            | Hauke Fuhlbrügge (TSV Erfurt)                                                    | 12:15 min00    | Klaus-Peter Nabein (LAC Quelle Fürth/München)                               | 12:19 min00                                     | Uwe König (SCC Berlin)                                                            | 12:22 min00               |
| Crosslauf Mittelstrecke, Mannschaftswertung | SCC BerlinUwe König Olaf Beyer Jens-Peter Herold                                 | 37:28 min00    | Hamburger SVChristoph Meyer Andreas Fischer Lars Brechtel                   | 38:29 min00                                     | LG NordheideMichael Witt Peter Hempel Rolf Helmboldt                              | 38:34 min00               |
| Crosslauf Langstrecke – 10,5 km             | Rainer Wachenbrunner (Berliner SC)                                               | 31:55 min00    | Werner Schildhauer (USV Halle)                                              | 32:01 min00                                     | Steffen Dittmann (Racing-Club Berlin)                                             | 32:25 min00               |
| Crosslauf Langstrecke, Mannschaftswertung   | SV Saar 05 SaarbrückenAlexander Gunkel Markus Neukirch Alfred Knickenberg        | 1:40:29 h0000  | OSC BerlinMichael Heilmann Martin Seeber Christian Schieber                 | 1:40:47 h0000                                   | LC EuskirchenHeinz-Bernd Bürger Frank Kase Sven Wille                             | 1:41:01 h0000             |
| Berglauf                                    | Guido Dold (LC Breisgau)                                                         | 47:11 min00    | Paul Deuritz (LAG Mittlere Isar)                                            | 47:42 min00                                     | Jörg Leipner (LG Frankfurt)                                                       | 47:59 min00               |
| Berglauf, Mannschaftswertung                | LC BreisgauGuido Dold Dirk Debertin Steffen Grosse                               | 2:25:08 h0000  | LG FrankfurtJörg Leipner Wolfgang Münzel Volker Isigkeit                    | 2:25:51 h0000                                   | SG AdelsbergHeiko Schinkitz Koritz Andre Neubauer                                 | 2:32:01 h0000             |

## Medaillengewinner Frauen
| Disziplin                                   | Gold                                                                                    | Leistung       | Silber                                                                        | Leistung       | Bronze                                                                             | Leistung       |
| ------------------------------------------- | --------------------------------------------------------------------------------------- | -------------- | ----------------------------------------------------------------------------- | -------------- | ---------------------------------------------------------------------------------- | -------------- |
| 100 m (Wind: −1,9)                          | Heike Drechsler geb. Daute (TuS Jena)                                                   | 11,33 s00      | Silke-Beate Knoll (LG Olympia Dortmund)                                       | 11,44 s00      | Silke Möller geb. Gladisch (SC Empor Rostock)                                      | 11,46 s00      |
| 200 m (Wind: +0,3)                          | Silke-Beate Knoll (LG Olympia Dortmund)                                                 | 22,50 s00      | Andrea Thomas geb. Bersch (VfL Sindelfingen)                                  | 22,89 s00      | Sabine Günther (TuS Jena)                                                          | 23,04 s00      |
| 400 m                                       | Anja Rücker (TuS Jena)                                                                  | 51,86 s00      | Linda Kisabaka (LG Bayer Leverkusen)                                          | 52,01 s00      | Helga Arendt (LG Olympia Dortmund)                                                 | 52,03 s00      |
| 800 m                                       | Christine Wachtel (SC Empor Rostock)                                                    | 1:59,38 min    | Sigrun Grau geb. Wodars (SC Neubrandenburg)                                   | 1:59,49 min    | Sabine Zwiener (LG Stuttgart)                                                      | 1:59,83 min    |
| 1500 m                                      | Ellen Kießling (Dresdner SC)                                                            | 4:14,89 min    | Katje Hoffmann (SCC Berlin)                                                   | 4:17,13 min    | Heike Oehme (Hamburger SV)                                                         | 4:17,39 min    |
| 3000 m                                      | Claudia Borgschulze (LG Olympia Dortmund)                                               | 9:01,60 min    | Katje Hoffmann (SCC Berlin)                                                   | 9:03,02 min    | Claudia Metzner (BV Teutonia Dortmund)                                             | 9:03,41 min    |
| 10.000 m                                    | Kathrin Ullrich (Berliner SC)                                                           | 31:20,62 min   | Uta Pippig (SCC Berlin)                                                       | 31:21,36 min   | Kerstin Preßler (Neuköllner Sportfreunde)                                          | 32:09,64 min   |
| 15-km-Straßenlauf                           | Kerstin Preßler (Neuköllner Sportfreunde)                                               | 49:45 min00    | Iris Biba (TV Gelnhausen)                                                     | 50:07 min00    | Claudia Borgschulze (LG Olympia Dortmund)                                          | 50:57 min00    |
| 15-km-Straßenlauf, Mannschaftswertung       | LG Olympia DortmundClaudia Borgschulze Claudia Dreher Gabriele Wolf                     | 2:36:05 h0000  | VfL WolfsburgPetra Liebertz Ursula Starke Anne Toffel                         | 2:48:45 h0000  | USV HalleSylvia Renz Sandra Lachmann Katrin Tanzmann                               | 2:51:38 h0000  |
| Marathon                                    | Manuela Veith (TV Bodenheim)                                                            | 2:46:33 h0000  | Bernadette Hudy (LLC Marathon Regensburg)                                     | 2:46:54 h0000  | Sigrid Altmeyer (LAV Bayer Uerdingen/Dormagen)                                     | 2:51:32 h0000  |
| Marathon, Mannschaftswertung                | LAV Bayer Uerdingen/DormagenSigrid Altmeyer Petra Sander Petra Bauer                    | 9:08:06 h0000  | DLC AachenGabriele Reiners Birgit Linnartz Maria Theissen                     | 9:17:23 h0000  | Eichenkreuz SchwaikheimGudrun Rüth Hannelore Nothdurft Claudia Müller              | 9:57:37 h0000  |
| 100-km-Straßenlauf                          | Birgit Lennartz-Lohrengel (ASV Sankt Augustin)                                          | 7:27:02 h0000  | Iris Reuter (TVDÄ Hanau)                                                      | 8:09:37 h0000  | Katharina Janicke (LC Olympia Wiesbaden)                                           | 8:13:05 h0000  |
| 100-km-Straßenlauf, Mannschaftswertung      | SCC BerlinSigrid Lomsky Helga Backhaus Christel Heine                                   | 25:28:28 h0000 | DLC AachenMaria Theißen Marianne Gerards Rosi Grawinkel                       | 27:44:16 h0000 | LTF MarpingenAngelika Warken Martina Eckert Marga Reidenbach                       | 29:59:20 h0000 |
| 100 m Hürden (Wind: −0,4)                   | Sabine Braun (TV Wattenscheid 01)                                                       | 13,05 s00      | Caren Jung (MTG Mannheim)                                                     | 13,10 s00      | Kristin Patzwahl (SC DHfK Leipzig)                                                 | 13,14 s00      |
| 400 m Hürden                                | Heike Meißner (Dresdner SC)                                                             | 55,09 s00      | Silvia Rieger (TuS Eintracht Hinte)                                           | 55,33 s00      | Ulrike Heinz (TSG Wiesloch)                                                        | 56,28 s00      |
| 4 × 100 m Staffel                           | VfL SindelfingenDoreen Fahrendorff Ulrike Sarvari Andrea Thomas geb. Bersch Birgit Wolf | 44,72 s00      | LG Bayer LeverkusenAnja Böhme Silke Lichtenhagen Stefanie Hütz Linda Kisabaka | 45,12 s00      | LG Olympia DortmundTielkes Martina Kersting Hagen Silke-Beate Knoll                | 45,14 s00      |
| 4 × 400 m Staffel                           | LG Olympia DortmundSandra Kuschmann Helga Arendt Ruth Scheppan Silke-Beate Knoll        | 3:31,18 min    | SCC BerlinManuela Peters Ines Conradi Sandra Seuser Nicole Leistenschneider   | 3:34,25 min    | VfL SindelfingenAndrea Thomas geb. Bersch Doreen Fahrendorff Gaby Dold Birgit Wolf | 3:38,13 min    |
| 3 × 800 m Staffel                           | SCC BerlinAngela Wilhelm Carmen Wüstenhagen Kati Kovac                                  | 6:26,27 min    | Eintracht FrankfurtGabriele Huber Steffi Kallensee Gabriela Lesch             | 6:38,87 min    | VfL SindelfingenKatrin Kramer Gaby Dold Ina Bachmann                               | 6:39,99 min    |
| 5000-m-Bahngehen                            | Beate Anders (LAC Halensee Berlin)                                                      | 21:25,72 min   | Kathrin Born (Berliner SC)                                                    | 21:58,03 min   | Simone Thust (LAC Halensee Berlin)                                                 | 22:22,27 min   |
| 10 km Gehen                                 | Beate Anders (LAC Halensee Berlin)                                                      | 43:18 min00    | Kathrin Born (Berliner SC)                                                    | 44:07 min00    | Andrea Brückmann (LAZ Lahn-Aar-Diez)                                               | 44:22 min00    |
| 10 km Gehen, Mannschaftswertung             | LAC Halensee BerlinBeate Anders Simone Thust Sandra Priemer                             | 2:20:00 h0000  | Berliner SCKathrin Born Helge Will Doreen Sellenriek                          | 2:22:52 h0000  | SpVgg. NiederaichbachRenate Warz Brigitte Buck Gabriele Daffner                    | 2:27:08 h0000  |
| Hochsprung                                  | Heike Henkel geb. Redetzky (LG Bayer Leverkusen)                                        | 2,03 m         | Birgit Kähler (LAV Bayer Uerdingen/Dormagen)                                  | 1,90 m         | Maja Fahrig (SC Magdeburg)                                                         | 1,88 m         |
| Stabhochsprung                              | Daniela Köpernick (SC Cottbus)                                                          | 3,80 m         | Carmen Haage (LG Herlazhofen-Diepoldshofen)                                   | 3,70 m         | Christine Adams (SuS Dinslaken)                                                    | 3,70 m         |
| Weitsprung                                  | Heike Drechsler geb. Daute (TuS Jena)                                                   | 7,21 m         | Helga Radtke (SC Empor Rostock)                                               | 6,53 m         | Claudia Gerhardt (VfL Gladbeck)                                                    | 6,42 m         |
| Dreisprung                                  | Petra Laux (LAG Siegen)                                                                 | 13,50 m        | Tanja Borrmann (LG Bayer Leverkusen)                                          | 13,06 m        | Ramona Molzan (OSC Potsdam)                                                        | 13,03 m        |
| Kugelstoßen                                 | Kathrin Neimke (SC Cottbus)                                                             | 19,45 m        | Stephanie Storp (VfL Wolfsburg)                                               | 19,02 m        | Claudia Losch (LAC Quelle Fürth/München)                                           | 18,86 m        |
| Diskuswurf                                  | Ilke Wyludda (SV Halle)                                                                 | 66,88 m        | Martina Hellmann geb. Opitz (BSV AOK Leipzig)                                 | 64,96 m        | Franka Dietzsch (SC Neubrandenburg)                                                | 61,88 m        |
| Speerwurf                                   | Silke Renk (SV Halle)                                                                   | 64,40 m        | Yvonne Reichardt (SV Saar 05 Saarbrücken)                                     | 59,74 m        | Steffi Nerius (LG Bayer Leverkusen)                                                | 59,46 m        |
| Siebenkampf                                 | Birgit Clarius (MTV Ingolstadt)                                                         | 6147 P         | Beatrice Mau (TK Hannover)                                                    | 6022 P         | Mona Steigauf (USC Mainz)                                                          | 5809 P         |
| Siebenkampf, Mannschaftswertung             | LG Bayer LeverkusenBettina Braag Silke Knut Anke Straschewski                           | 16.278 P       | TK HannoverBeatrice Mau Daniela Grube Petra Köpcke                            | 16.093 P       | USC MainzMona Steigauf Ulrike Karst Gudrun Sauerwein                               | 14.927 P       |
| Crosslauf Mittelstrecke – 2,1 km            | Claudia Metzner (BV Teutonia Dortmund)                                                  | 6:33 min00     | Katje Hoffmann (SCC Berlin)                                                   | 6:36 min00     | Annette Hüls (LG Bayer Leverkusen)                                                 | 6:37 min00     |
| Crosslauf Mittelstrecke, Mannschaftswertung | LG Bayer LeverkusenAnnette Hüls Theophil Katrin Steinmetz                               | 20:16 min00    | SCC BerlinKatje Hoffmann Nicole Leistenschneider Rebecca Rajenkowski          | 21:00 min00    | LG FrankfurtVera Michallek geb. Steiert Sabine Leist Pollikeit                     | 21:13 min00    |
| Crosslauf Langstrecke – 6,3 km              | Claudia Borgschulze (LG Olympia Dortmund)                                               | 21:52 min00    | Tanja Kalinowski (LG Bayer Leverkusen)                                        | 22:01 min00    | Kerstin Herzberg (LBV Phönix Lübeck)                                               | 22:02 min00    |
| Crosslauf Langstrecke, Mannschaftswertung   | LG Olympia DortmundClaudia Borgschulze Christina Mai Gabriele Wolf                      | 1:07:15 h0000  | ASV KölnSabine Mann Anna-Isabel Holtkamp Ute Jenke                            | 1:10:10 h0000  | VfL WolfsburgPetra Liebertz Ursula Starke Anne Toffel                              | 1:10:37 h0000  |
| Berglauf                                    | Bernadette Hudy (LC Breisgau)                                                           | 58:13 min00    | Stefania Wentland (TV Hatzenbühl)                                             | 59:18 min00    | Britta Müller (VfL Freudenstadt)                                                   | 59:31 min00    |
| Berglauf, Mannschaftswertung                | LC BreisgauSonja Ambrosy Monika Imgraben Benz                                           | 3:08:39 h0000  | LG FrankfurtSilke Welt Pollikeit P. Holly                                     | 3:13:35 h0000  | Freiburger FCBarbara Guerike Bürklin Lacotas-Schmittel                             | 3:19:09 h0000  |